# Раама
Раама — син біблійного Куша, сина Хама.
У Раами були сини: Шева й Дедан. (Буття 10:7, також згадується у Єзекіїля 27:22)
Страбон також згадує раамонитів з арабським містом Регма у Перської затоки. Його також згадують у зв'язку з легендарним героєм індійської міфології Рамою.